# Helix – Sie werden uns ersetzen
HELIX – Sie werden uns ersetzen ist ein Roman des österreichischen Schriftstellers Marc Elsberg, der 2016 im Verlag Blanvalet erschien. Am Anfang der Handlung steht der Tod des US-Außenministers, der durch ein genetisch modifiziertes Virus verursacht wurde. Ermittler werden nach und nach auf die Spur eines geheimen Projekts geführt, das zum Ziel hat, kommende Generationen von Menschen per Gentechnik als Designerbabys aufwachsen zu lassen.

## Handlung
Bei einer Sicherheitskonferenz in München fällt der US-Außenminister plötzlich leblos zu Boden. Während der Obduktion macht man eine ungewöhnliche Entdeckung: Auf seinem Herzen bildet sich ein Totenkopf ab. Wie sich schnell herausstellt, wurde dieses Zeichen durch ein genetisch verändertes Virus hervorgerufen, das auf den Außenminister personifiziert war und diesen letztendlich tötete. In Brasilien, Tansania und Indien entdecken Mitarbeiter eines großen Chemiekonzerns außergewöhnliche Pflanzen und Tiere, die es bei gegenwärtigem technischen Fortschritt eigentlich noch nicht geben sollte.
In einem weiteren Handlungsstrang werden Helen und Greg, ein Ehepaar mit Kinderwunsch, von einem Arzt auf ein  geheimes Projekt in einer Einrichtung in Kalifornien aufmerksam gemacht, bei dem mit Hilfe von Gentechnik besondere Kinder hergezüchtet werden. Das Paar lässt sich überreden, sich das anzusehen, und wird in eine Gated Community namens New Garden in San Diego gebracht. Dort werden sie Zeugen von sogenannten „modernen“ Kindern, denen durch Genmanipulation außerordentliche Eigenschaften verliehen wurden. Auch Jill, ein 10-jähriges Wunderkind, die aufgrund ihrer genetischen Veränderungen aussieht wie eine 15-Jährige und bereits am MIT in Cambridge studiert, wurde hier entwickelt. Jill verschwindet auf einmal spurlos vom MIT und wird vergeblich gesucht. 
Bald führt eine Spur die Ermittler des Mordes am US-Außenminister zur New Garden Community. Es besteht der Verdacht, dass das tödliche Virus hier seinen Ursprung hat. Ins Visier der Ermittlung gerät ein Kind namens Eugene, das der ersten Generation von genetisch modifizierten Individuen des Projekts angehört. Der Verdacht, dass dieser hochintelligente und, wie sich schnell herausstellt, bösartige Junge das Virus erschaffen hat, erhärtet sich, als er und ein paar andere moderne Kinder, die zuvor auf dem Gelände eingetroffene Präsidentin der Vereinigten Staaten kidnappen. 
Im Laufe der Ermittlung wird New Garden aus Sicherheitsgründen militärisch abgeriegelt, sodass alle Personen, inklusive Helen und Greg, die Community nicht verlassen können. Zuvor hatte sich das Paar bereits von den Vorzügen eines individuell zugeschnittenen Designerbabys überzeugen lassen. Helen ließ sich künstlich befruchten, um später Zwillinge nach von ihr und Greg ausgewählten Eigenschaften zu bekommen. Durch einen Zufall wird auch Helen Opfer der Entführung durch Eugene und die anderen Kinder. Die Präsidentin wird kurz nach der Flucht aus New Garden wieder freigelassen, während Helen mehr oder weniger freiwillig die Kinder weiter begleitet – Eugene redet ihr ein, dass sie eine von „ihnen“ sei, da sie zwei ungeborene moderne Kinder in ihrem Bauch trage. Die Gruppe schlägt sich zunächst nach Mexiko durch, um von da aus einen Privatflug nach Montes Claros, Brasilien, zu nehmen. 
Hier, in Montes Claros, laufen die Handlungsstränge der Geschichte zusammen. Die Stadt ist der Standort eines Biotech-Unternehmens namens Eloxxy. Dieses Unternehmen ist in der Hand von Eugene und Jill, die sie vor Ort treffen und deren Verschwinden aus den Staaten nun aufgeklärt wird. Von den USA aus haben Jill und Eugene mehrere Wissenschaftler angeheuert, die für sie in Montes Claros an einem privaten, illegalen Forschungsprojekt arbeiten. Was dort erschaffen wird, ist ein genetisch manipuliertes Virus, das kommenden Generationen von Menschen automatisch die genetischen Voraussetzungen verleiht, Designerbabys zu produzieren. Der Plan ist, das Virus auf der ganzen Welt zu verbreiten. Jill und Eugenes Vision ist es, in einer Welt von gleichgesinnten, hypertalentierten Menschen zu leben.
Die am Anfang der Erzählung entdeckten ungewöhnlichen Nutzpflanzen und -tiere in Tansania, Indien und Brasilien sind, wie sich herausstellt, die Ergebnisse von Testversuchen mit dem Virus, das zu den verschiedensten Zwecken eingesetzt werden kann, je nachdem, welche genetischen Veränderungen daran vorgenommen werden. So stammte auch das Virus, das den US-Außenminister tötete, aus den Laboren in Montes Claros. Eugene beabsichtigte damit eine Beschleunigung des Forschungsprozesses. Denn so zwang er Jill, die er nicht in den Attentatsplan eingeweiht hatte, persönlich nach Brasilien zu kommen und das Projekt schnellstmöglich zu realisieren, bevor ihr Vorhaben ans Licht gerät. 
Am Ende versuchen Jill und Eugene, das fertiggestellte Virus vom Flughafen São Paulo-Guarulhos aus zu verbreiten, um ihre Vision Wirklichkeit werden zu lassen. Doch sie scheitern. Bei dem Versuch, einer Truppe von Polizisten Widerstand zu leisten, werden beide erschossen. Allerdings bleibt in einer Andeutung ob eines dritten zerbrochenen Röhrchens mit Jills Virus offen, ob die Freisetzung doch zumindest in kleinerem Rahmen gelungen sein könnte. Die bislang gezeugten gentechnisch modifizierten Kinder müssen mit ihren Eltern vorerst abgeschottet von der Öffentlichkeit leben. Im Epilog wird klar, dass die Vereinigten Staaten mit dem Leiter von New Garden die Forschung fortsetzen. Jills und Eugenes Weg zu einer neuen Menschheit ist vermutlich gescheitert, aber die alten Menschen setzen, kontrolliert von den alten Machtstrukturen, den Weg zu einem gentechnisch manipulierten Menschen fort.

## Rezeption
Christiane Irrgang vom NDR bemängelt Elsbergs schriftstellerische Qualitäten: „Seine Erzählweise ist unspektakulär, die Charakterzeichnung der Figuren ziemlich schematisch, und selbst die Spannung steigert sich in ‚Helix‘ nicht gerade bis ins Unermessliche.“
Gleichzeitig sei es inhaltlich jedoch ein spannender und lehrreicher Wissenschaftsthriller: „Marc Elsberg beschreibt die wissenschaftlichen Details und die ethischen Fragen sehr verständlich. Wir können uns also nicht herausreden mit ‚zu kompliziert‘ und zwingt uns zum Innehalten und zum Position-Beziehen: Was wäre, wenn ich die Möglichkeit bekäme, zum Beispiel ein Kind ohne Veranlagung zum Bluthochdruck und zu Plattfüßen, dafür aber mit einer besonderen Begabung für Trompetenspiel zur Welt zu bringen? Ein Kind, das es mal besser haben soll als ich – gesünder, sportlicher, klüger, ausdauernder, kurz: ein Siegertyp. Aber wie sähe eine Welt voller Siegertypen aus? Wie erginge es den Menschen, deren Eltern sich bei der Zeugung keine biochemischen Manipulationen leisten konnten? Wie sähen unter diesen Umständen die künftigen Kriege aus?“
2024 wurde ein Fernseh-Thriller basierend auf dem Roman unter der Regie von Elmar Fischer gedreht. Erstausstrahlung war Januar 2025.